# 포항 흥해향교 이팝나무 군락
포항 흥해향교 이팝나무 군락(浦港 興海鄕校 이팝나무 群落)은 대한민국 경상북도 포항시 북구 흥해읍에 있는 이팝나무이다. 1975년 12월 30일 경상북도의 기념물 제21호 의창읍 이팝나무 군락으로 지정되었다가, 2020년 12월 7일 포항 흥해향교 이팝나무 군락으로 문화재 명칭이 변경되면서 대한민국의 천연기념물 제21호로 승격 지정되었다.

## 현지 안내문
포항 흥해향교 이팝나무 군락은 향교 건립을 기념하여 심은 이팝나무의 종자가 발아되어 조성된 군락이라 전해지며, 5월이면 만개하는 하얀꽃이 주변 향교 및 사찰과 어우러져 아름다운 경관을 보여주고 있는 등 역사적·경관적 가치가 뛰어남. 또한 이팝나무는 예로부터 한해 농사의 풍흉을 점치는 등 선조들의 문화와 연관성이 높아 민속적·문화적 가치가 큼

## 참고 문헌
- 이 문서에는 다음커뮤니케이션(현 카카오)에서 GFDL 또는 CC-SA 라이선스로 배포한 글로벌 세계대백과사전의 "《포항 흥해향교 이팝나무 군락》" 항목을 기초로 작성된 글이 포함되어 있습니다.

## 갤러리

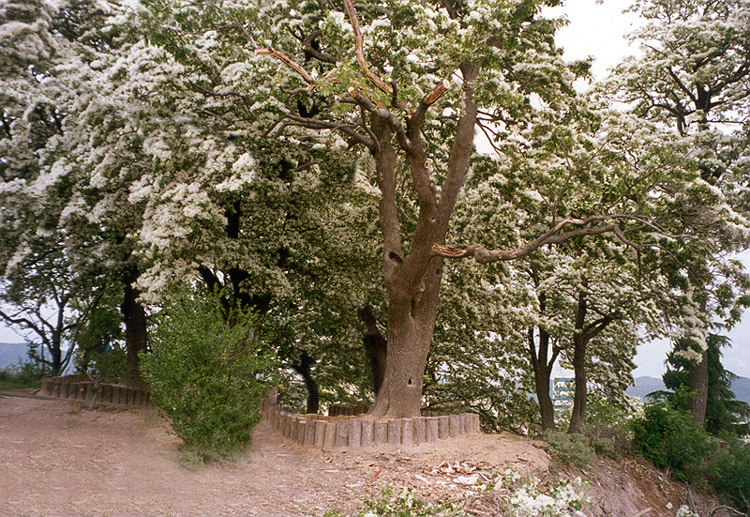
이팝나무 전경
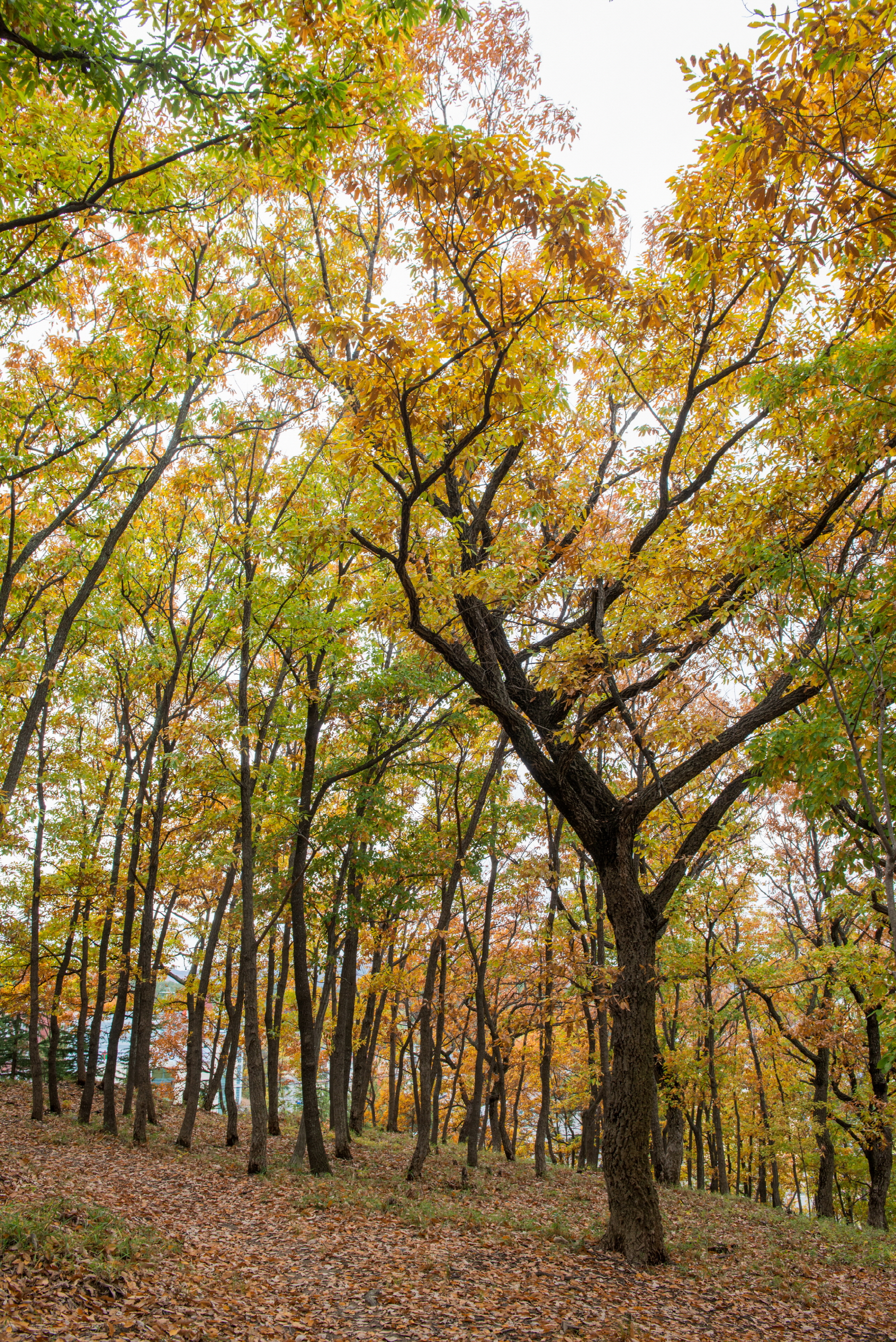
노란색으로 물든 이팝나무

## 같이 보기
- 이팝나무
- 포항 흥해향교 대성전 - 경상북도 유형문화재 제451호

## 참고 자료
- 포항 흥해향교 이팝나무 군락 - 국가유산청 국가유산포털